# مانداران نوارا
مانداران نوارا (به لاتین: Mandaran Newara) یک منطقهٔ مسکونی در سری‌لانکا است که در استان مرکزی (سری‌لانکا) واقع شده‌است.